# Sainte-Anne-de-la-Pocatière
Sainte-Anne-de-la-Pocatière es un municipio parroquial canadiense situado en la provincia de Quebec.

## Superficie
Sainte-Anne-de-la-Pocatière tiene una superficie de 54,78 km².

## Demografía
En 2021, tenía 1597 habitantes, una densidad poblacional de 29,2 hab./km², y 717 viviendas.